# Рощинское сельское поселение (Новгородская область)
Рощинское сельское поселение — муниципальное образование в Валдайском муниципальном районе Новгородской области России.
Административный центр — посёлок Рощино.

## География
Территория сельского поселения расположена в юго-восточной части Новгородской области на Валдайской возвышенности, к северу от города Валдай, на территории Валдайского национального парка. Территория муниципального образования выходит к западному берегу озера Ужин и северному Валдайского озера, на территории поселения находится ещё ряд меньших озёр — Нерецкое, Белянок и др., зона туризма и отдыха — в поселении имеются специализированные базы отдыха.

## История
Рощинское сельское поселение было образовано в соответствии с законом Новгородской области от 11 ноября 2005 года № 559-ОЗ.
В конце 2008 года Совет депутатов сельского поселения объявил о самороспуске, на 26 апреля 2009 года были назначены досрочные выборы депутатов Рощинского поселения второго созыва. Назначенные выборы состоялись — в них приняло 326 человек (39,18 % от числа избирателей), 8 из 10 избранных в Совет депутатов Рощинского сельского поселения были выдвинуты Валдайским отделением партии «Единая Россия».

## Население
| 2010  | 2012  | 2013 | 2014  | 2015  | 2016 | 2017 |
| ----- | ----- | ---- | ----- | ----- | ---- | ---- |
| 1075  | ↘1025 | ↘990 | ↗1019 | →1019 | ↘969 | ↘936 |
| 2021  |       |      |       |       |      |      |
| ↗1076 |       |      |       |       |      |      |

## Состав сельского поселения

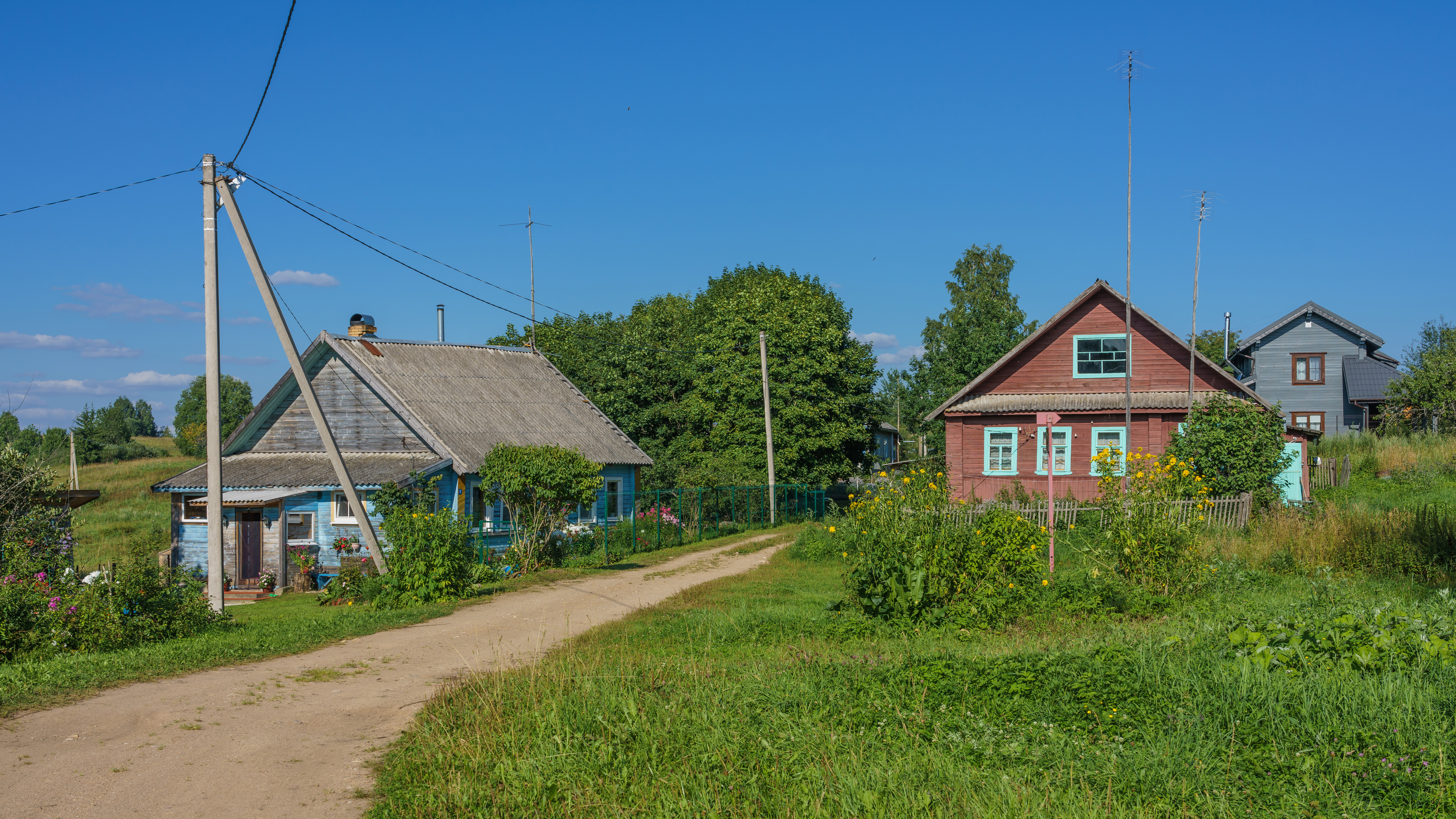
Деревня Байнёво

| №  | Населённый пункт | Тип                             | Население |
| -- | ---------------- | ------------------------------- | --------- |
| 1  | Байнёво          | деревня                         | 11        |
| 2  | Борисово         | деревня                         | 0         |
| 3  | Горка            | деревня                         | 7         |
| 4  | Долгие Бороды    | деревня                         | 124       |
| 5  | Едно             | деревня                         | 6         |
| 6  | Закидово         | деревня                         | 3         |
| 7  | Ключи            | деревня                         | 4         |
| 8  | Нелюшка          | деревня                         | 7         |
| 9  | Новая            | деревня                         | 11        |
| 10 | Новотроицы       | деревня                         | 13        |
| 11 | Плотично         | деревня                         | 5         |
| 12 | Рощино           | посёлок, административный центр | 676       |
| 13 | Станки           | деревня                         | 7         |
| 14 | Терехово         | деревня                         | 4         |
| 15 | Ужин             | деревня                         | 2         |
| 16 | Усадье           | деревня                         | 18        |
| 17 | Шуя              | деревня                         | 160       |
| 18 | Ящерово          | деревня                         | 17        |

## Транспорт
По территории сельского поселения проходит автодорога от федеральной автомобильной дороги «Россия» М10 (E 105) в Угловку.